# 柴山健次
柴山 健次（しばやま けんじ、1979年9月22日 - ）は、日本の映画監督、脚本家。アンドリーム（＆REAM）所属。

## 来歴
愛知県出身。大阪芸術大学芸術学部芸術計画学科卒。
2002年、ENBUゼミナールに参加。担当講師、篠原哲雄監督に師事。
同ゼミ卒業後はフリーで様々な映像作品の助監督を務める傍ら、オリジナルビデオなどの演出を手がける。2007年「黒振り袖を着る日」が山形国際ムービーフェスティバルにて船越英一郎賞。2008年SKIPシティ国際Dシネマ映画祭にて奨励賞を受賞。
2011年公開の『君の好きなうた』で長編デビュー。

## 作品歴

### 映画
- 光の輪の中 （2003年、伊参スタジオ映画祭参加作品）
- 黒振り袖を着る日 （2006年）
- 劇場版ほんとうにあった怖い話　3D （2010年、※脚本）
- ハローグッバイ （2010年）
- 君の好きなうた（2011年）
- シラン (ショートムービー) （2012年）
- きっと忘れない (ショートムービー)（2013年）
- 流れ星が消えないうちに（2015年）
- パーフェクトワールド 君といる奇跡（2018年）
- たまには、大きな声で（2020年）
- 今はちょっと、ついてないだけ（2022年）

### ドラマ
- いい夫婦になるための3つの秘訣 第二話「夫のケイタイ」（2008年、ファミリー劇場）
- 噂の女 第3話（2018年、BSジャパン）
- TOKYO COIN LAUNDRY（2019年、GYAO!）
- さらば、佳き日（2023年、テレビ東京）

### 企業映像
- 迷っているあなたへ （2012年）武田薬品＋キャンサーリボンズ
- 湘南工科ラプソディ ～最大公約数の恋～　（2017年）湘南工科大学

### オリジナルビデオ
- 怪奇!アンビリーバブル「降霊！呪われたカメラ」 （2007年）
- 怪奇!アンビリーバブル「連鎖！呪いのチェーンメール」 （2007年）
- 怪奇!アンビリーバブル「闇の都市伝説」 （2008年）
- 怪奇!アンビリーバブル「恐怖！呪われた遊び」 （2008年）
- ほんとうにあった怖い話 第十五夜 （2009年）
- 感動体験!アンビリーバボー （2010年）
- ビギニング オブ トイレの花子さん （2011年）

## 受賞歴
- 山形国際ムービーフェスティバル2007　船越英一郎賞　（映画「黒振り袖を着る日」）
- SKIPシティ国際Dシネマ映画祭2008　奨励賞　（映画「黒振り袖を着る日」）